# Кайнар (Толебийский район)
Кайнар (каз. Қайнар, до 2001 г. — Карла Маркса) — село в Толебийском районе Туркестанской области Казахстана. Входит в состав Алатауского сельского округа. Находится примерно в 14 км к востоку от центра города Ленгер. Код КАТО — 515837400.

## Население
В 1999 году население села составляло 1399 человек (723 мужчины и 676 женщин). По данным переписи 2009 года, в селе проживало 1407 человек (715 мужчин и 692 женщины).